# Jämtska

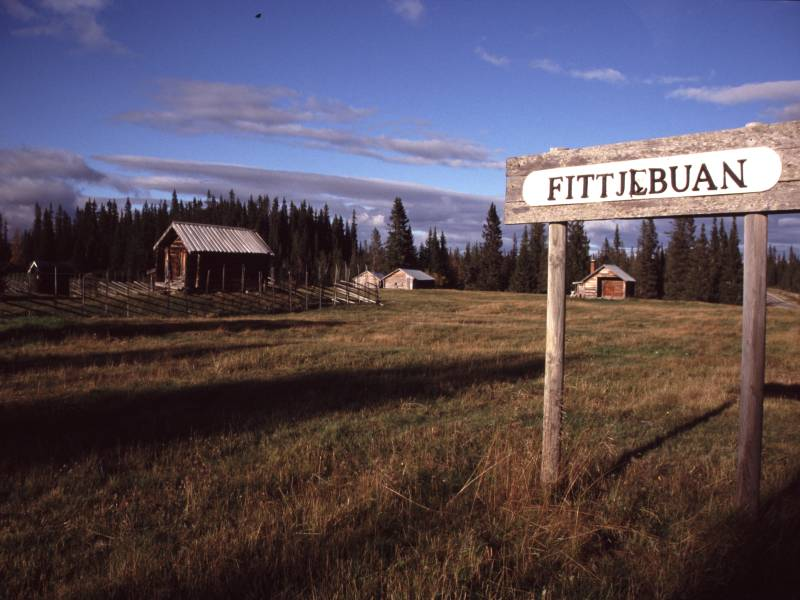
Längs Fäbodvägen i södra Jämtland har de gamla fäbodvallarna fått skyltar med sina jämtska namn. Fittjebuan består av förleden fittje (som dialektalt också heter fettje) vilket betyder "slåtteräng vid vattendrag" samt efterleden buan vilket betyder "fäbodvallarna", ordagrant "bodarna".

Jämtska, jämtländska, eller jämtmål (jämtska: jamska), är en språkligt och geografiskt väldefinierad  dialektgrupp som talas i Jämtland utom Frostvikens socken. Jämtmålen räknas till det norrländska dialektområdet, men brukar också ofta räknas som övergångsdialekter till de i väst och syd angränsande norska tröndermålen. Jämtska betraktas traditionellt som en dialekt, men anses av många vara ett eget språk – en uppfattning som fått visst vetenskapligt stöd. Jämtska uppskattades 1999 av Bo Oscarsson, författaren av den jämtska ordboken Orlboka, att ha runt 30 000 talare, och att runt 60 000–70 000 förstår jämtska. Flytt och familjebildning över gränsen har gjort att i synnerhet de östjämtska dialekterna har likheter med medelpadska och ångermanländska.[källa behövs]
Liksom andra genuina folkmål i Sverige har jämtskan trängts tillbaka av rikssvenskan som ursprungligen förmedlades av ämbetsmän, lärare och präster, och sedermera av radio och television. Redan i slutet av 1800-talet spåddes jämtskan av Äcke Olsson, pionjären inom skriven jämtska, en dyster framtid, något som emellertid inte besannats. Jämtskans status är för närvarande oklar men omfattande arbeten har gjorts för att stärka dess ställning och bevara den som levande dialekt. Bland annat har ett flertal ordböcker givits ut, en översättning av delar ur Bibeln gjorts och jämtska förekommer ofta i sång hos lokala artister. 
Något som ofta ansetts vara ett hinder för jämtskans status som eget språk är avsaknaden av ett gemensamt skriftspråk. Efter flera års arbete skapade Akademien för jamska (på uppdrag av Heimbygdas språkkommitté) en Vägledning för stavning av jamska 1995, som därefter ofta tillämpats för jämtska i skrift.

## Namnet på målet
Jämtarna använder själva namnet jamska för sitt mål, vilket kan direktöversättas till svenska som "jämtskan", det vill säga en bestämd form så typisk för nordliga dialekter. Namnet finns dessutom som verbform: te jaamsk eller te jamske vilket betyder "att tala jämtska", direktöversatt "att jämtska". Jaamsk utgör grundformen i större delen av Jämtland medan jamske utgör grundformen i Bergs tingslag, fast de används sällan som sådana. Ibland används även ett stumt t i den dialektala stavningen av namnet, i likhet med den svenska.
Som en jämförelse kan nämnas att de personer som skulle kunna förväntas tala jamska, men som av olika anledningar helt eller delvis blandar upp sitt mål med svenska, betecknas som att de svä`änsk/svänske. Speciellt brukar man i denna beskrivning inte avse sådana som har svenska som modersmål.

## Klassificering och indelning
Den gängse uppfattningen är att jämtskan hör till de svenska norrländska målen, med mer eller mindre tydlig norsk prägel. Både Elias Wessén och Bengt Pamp menar att jämtskan är mer svensk än norsk, även om den enligt den förre "[...] visserligen visar flera beröringspunkter med de angränsande norska målen [...]".
Adolf Noreen tar mer fasta på jämtskans norska historia, och grupperar den tillsammans med härjedalskan och målen i Särna och Idre i en väst-nordsvensk grupp under en större östnorsk dito (dit även målen i Tröndelag och Østlandet hör). Enligt Noreen övergår dialekterna öster om Östersund "så småningom" i medelpadska eller ångermanländska. Oskar Bandle grupperar jämtskan i en större nordskandinavisk grupp som innefattar Norge utom Vestlandet, de egentliga dalmålen samt de norrländska målen. För exempel på norska forskares beskrivning av släktskapet mellan de jämtländska och trönderska dialekterna se referens i bifogad länk.[förklaring behövs]
Jämtskan kan grovt delas in i fem dialektgrupper, en nordjämtsk, en västjämtsk (opplänningsmålet), en centraljämtsk (framlänningsmålet), en östjämtsk samt en sydvästjämtsk.[källa behövs] Den sistnämnda benämns ibland Bersmaol (Bergsmål) och då syftande på  Bergs tingslag. I trakterna i och kring Klövsjö har dock dialektgruppen något av ett epicentrum, varför Klövsjömaol också är ett brukat namn. Dialekterna växlar även relativt mycket bygd till bygd inom varje grupp, där exempelvis dialekten i Offerdal, offerdalsmålet, är en av flera speciella.[källa behövs]
De östjämtska dialekterna i Ragunda tingslag brukar särställas, eller så inkluderas de inte alls i termen jämtska, då de uppvisar större likheter med de mellannorrländska dialekterna i Ångermanland och Medelpad än med de övriga i Jämtland. Detta görs till exempel när dialekterna klassificeras efter antal diftonger då jämtskan delas in i tre huvudgrupper, centraljämtska med tre diftonger, offerdalsmål med en diftong och bergsmål med fyra diftonger. 
Det är mycket stor skillnad mellan dialekterna hur de korta fornnordiska vokalerna o & u har utvecklats. Exempel ur olika dialekter:
spor (spår)
spɔːɾ - Häggenås, Håsjö, Åre
spɑːɾ - Hammerdal, Marieby
spɶːɾ - Revsund, Lockne
spɞːɾ - Berg, Ragunda
huł (hål
hɞːɽ - Häggenås, Merieby, Brunflo, Lockne, Revsund, Berg, Stugun, Håsjö
hɶːɽ - Hammerdal
hɞɽ - Ragunda
Någon enhetlig jämtska finns inte, varvid vissa finner termen jämtmål mer passande än jämtska. Till jämtmålen räknas då alla nordiska dialekter som talas i Jämtland, även det trönderska så kallade lidmålet som talas i Frostvikens socken och de östjämtska dialekterna. Dialektforskaren Vidar Reinhammar har liknat jämtmålen vid en syskonkull där individerna sinsemellan uppvisar likheter och olikheter, och vars föräldrar sedan länge är döda.[källa behövs]

## Status
Det är omdiskuterat om jämtskan är en svensk dialekt eller om den är ett eget språk. Många talare av jämtska (däribland Bo Oscarsson) hävdar att det är ett språk, och pekar då på skillnaderna mellan jämtska och svenska i fråga om bland annat ljuduppsättning, grammatik och ordförråd.

## Historia

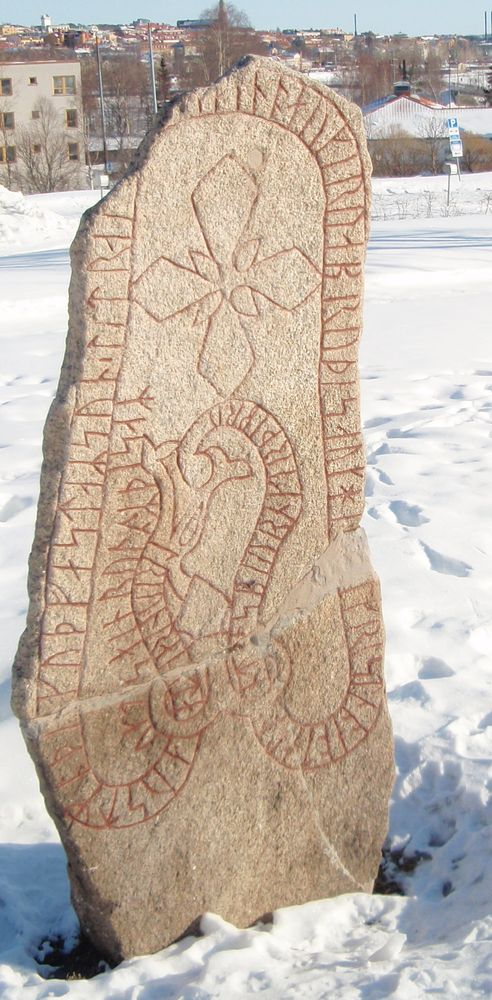
Frösöstenen

Liksom andra nordiska dialekter har jämtskan utvecklats ur fornnordiskan. När en specifik jämtska framträder i historien är dock okänt. Enligt runologen Henrik Williams är Frösöstenen från mitten av 1000-talet, Jämtlands enda kända runsten, ristad i en svensk snarare än en norsk tradition, och ligger språkligt nära runsvenska områden. Språket uppvisar dock regionala särdrag och Williams kallar det därför för "runjämtska"..
I texten på runstenen förtäljs det om Jämtlands kristnande. Kyrkan kom därefter att organisera bygden och befolkningen sökte sig till olika kyrkor, därav ordet socken. Runt kyrkorna formades livet och i generationer samlades byfolket på kyrkbacken och så småningom uppstod olika enhetliga sockenmål, tillsammans med sedvänjor, folkdräkter och så vidare. Således finns det nästan lika många olika varianter av jämtska som det har funnits socknar. Gränserna för dessa socknar har varierat beroende på bland annat hur stor befolkningen i området var. Lits socken var till exempel en av de allra största i Jämtland under medeltiden men har senare krympt i storlek när de nya socknarna Kyrkås, Häggenås, Laxsjö, Föllinge och Hotagen bildades. På grund av den gemensamma historien i Lits socken ses dialekterna i dessa socknar som en grupp med stor inbördes släktskap, under benämningen litsmål. Likheter i andra grupper beror även de vanligen på att socknarna i gruppen har en gemensam historia i en äldre socken, att de tillhört samma pastorat eller domsaga.

## Karakteristika drag

Jämtlands läge i Sverige.

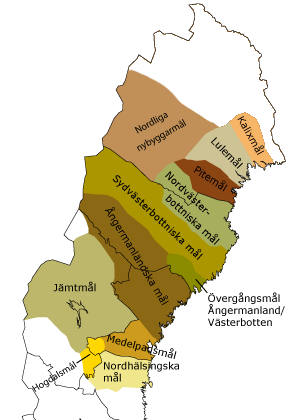
De norrländska målens indelning. Till Jämtmålen hör dialekterna i Jämtland utom övre Frostvikens socken (det så kallade Lidmålet, vitt område). Jämtmålen kan delas upp i jämtska (dialektalt "Jamska") och Ragundamål (övergångsmål mellan jämtska, ångermanländska mål och medelpadsmål).

Det som i första hand karakteriserar jämtskan är att den, i likhet med till andra central- och nordskandinaviska dialekter (tröndska, finlandssvenska och flertalet norrländska dialekter), har så kallad vokalbalans, vilket innebär att gamla kortstaviga ord får en försvagad eller bortfallen ändvokal. Exempelvis har västlig centraljämtska lä:`vä 'leva', lå:`vå 'lova', by:`ry 'burit' etc. där : betecknar lång uttalslängd. Gamla långstaviga ord får i allmänhet i stället en försvagning av ändelsen och i centraljämtska och Offerdalsmål tappas ändelsen helt men med bevarande av antalet stavelser hos tvåstaviga ord genom tvåtoppsaccent. Exempelvis heter svenska verbet 'lösa' i centraljämtska lö`öy:s, i Offerdalsmål lö`ö:s och i sydvästjämtska löy:`se. Alla  samiska dialekter, särskilt östsamiskan, har haft liknande form av vokalbalans långt innan det spreds inom nordiska dialekter. En teori som framförts är därför att vokalbalans i nordskandinaviska dialekter beror på skandinavisering av samer i dialektområdet.

### Prosodi
Den ovan nämnda Kortstavigheten är bevarad i viss utsträckning i östjämtska, men även delvis i västjämtska och i Ovikens socken i sydvästra Jämtland. I östra Jämtland och Oviken finns bevarad kort stavelselängd i ord såsom fornnordiska haku ’haka’, lifa ’leva’, som i dialekterna blivit håke (Fors, Ragunda, Stugun), hôke (Hällesjö) eller håku (Oviken), respektive lävä med öppet ä. I västra Jämtland är kortstavigheten vacklande, men främst bevarad i ord med accent 1, som fornnordiska svið som i Åre blivit svä, medan vokalen förlängts till lång eller halvlång vokal i ord med accent 2, såsom låˑvå/lå:vå ’lova’, dåˑnå/då:nå ’dåna’ (av fornnordiska lofa, duna).

### Västliga och östliga drag
Eftersom jämtskan utgör ett övergångsområde mellan de svenska och norska språkområdena har dialekten av naturliga skäl många drag gemensamma med båda dessa områden. Många gånger kan sådana drag karaktäriseras utifrån västlig respektive östlig karaktär - vilket ofta används för att klassificera dialekter som väst- eller östnordiska. Indelningen i väst- och östnordiska är dock inte av någon större relevans för moderna fastlandsskandinaviska dialekter, som vanligtvis kategoriseras utifrån andra kriterier.
Västliga drag i jämtskan är bland annat:
- Många nasalassimilationer av typen /mp nt ŋk/ > /pː tː kː/. T.ex. sopp 'svamp', bratt 'brant', dråken/drökken 'drunkna'. Däremot vänt 'vante'. Nasalassimilationer förekommer även i övriga norrländska mål, dalmål samt i västliga götamål.[11][29]
- Urnordisk eu-diftong blir /jö/ före dentala och alveolara konsonanter ; ljös 'ljus', ljö 'ljud', men /ju/ eller /y:/ annars.[30]
- I-omljud i presens av starka verb; fara - fär - for, ta - täg - tog, sova - söv - sov[31]
- Bevarade fornnordiska diftonger.[11] Se nedan.

Östliga drag i jämtskan är bland annat:
- Äldre långt /lː/ är bevarat som /lː/, till skillnad från norska dialekter där det övergått till /ʎː/ eller /dl/.[11]

- Bruten form i ordet 'jag'. Jämtska je motsvaras i väst av det obrutna æ. Brutna former förekommer också på norska Østlandet.[11]

- Äldre /hw/ har blivit /v/, som i vå, hått 'vad' (< fno. hvat) och veite 'vete' (< fno. hveiti). I väst har kombinationen i stället blivit /kv/ eller /k/, jämför nynorska kva och kveite.[11]

- Få fall av u-omljud. Jämtska asp motsvaras av osp i bl.a. Härjedalen och Norge.[32]
- Få fall av a-omljud. Jämtska gur 'gorr', pusa 'påse (ackusativ)' motsvaras av fvn. gor, posa.[33]

I somliga fall intar jämtskan en mellanställning även i fråga om specifika drag. Sådant är till exempel vokalen i enstaviga ord som kan gå tillbaka på ett västligt /uː/ eller östligt /oː/. Jämtska har till exempel bu 'bod', ku 'ko' och bru 'bro' med västlig vokal, men bo 'bo', tro 'tro' och sno 'sno' med östlig.

### Primära och sekundära diftonger
Central- och sydvästjämtska har bevarat de fornnordiska primära diftongerna ai, au och ey, och då vanligast med uttalen /ei:/, /ôu:/ alt. /øu:/ (där ô står för ett ljud mellan a, ö och å) respektive /öy:/. I vissa dialekter uttalas som antytts den gamla au-diftongen snarast som /øu:/, och ey som /ôy:/. Offerdalsmålet karakteriseras här av att ha monoftongerat ai som /ä:/ och ey som /ö:/, men au står sig som diftongen /ôu:/. Östjämtskan har inga diftonger, utan slutet /e:/ och /ö:/ motsvarande övriga dialekters /ei:/ och /öy:/, men öppet /å:/, /ô:/, eller /ä:/  motsvarande övriga dialekters /ôu:/ eller /öu:/.
En specialitet i sydvästjämtskan är att man inte bara har de tre fornnordiska diftongerna utan även en sekundär diftong ao: av gammalt långt a (som blivit å: i övriga dialekter av jämtska och som motsvarar rikssvenskt å). Denna diftong återfinns också i framför allt Sognmålet i Västnorge och i isländskan. Det är omstritt om denna uttalsutveckling oberoende skett i Sogn, på Island och i Jämtland.[källa behövs] Det kan anses märkligt} att denna diftong skulle uppstå på tre olika platser vid samma tidpunkt oberoende av varandra. En annan teori utgår från att uttalsutvecklingen uppstod i Sogn och att en utvandring skedde därifrån till Island och Jämtland.[källa behövs] Detta styrks även av Snorre Sturlassons skrifter. Exempel på denna diftong är: Sydvästjämtska bLao:`mao:Le`bao:t´n, övrig jämtska bLå:`må:Le`bå:t´n, dvs 'den blåmålade båten'. (På isländska skulle det heta blámálaði báturinn där á uttalas ao:. Notera att "Den blåmålade båten" var smeknamnet på den Storsjögående ångaren S/S Thomée under den tid då den var just blåmålad.) Även gammalt långt y har diftongerats sporadiskt i vissa ord i vissa dialekter}, då med resultatet uy:, oy: eller åy:. Exempel: uy: 'fiskyngel'; jmf. norska verbet y 'krylla' från fornnorska ýja, till exempel "det ydde med makk inni fisken" 'det kryllade med mask inuti fisken'.

### Tonlöst L
Jämtskan har, precis som i isländskan och många andra nordskandinaviska dialekter, tonlöst l, "hl", framför t som i exemplen ahllt 'allt', kahllt 'kallt' och sahllt 'salt'. Samma uttal med tonlöst l förekommer också i början av ord där svenska har s före l till exempel i ordet hlett 'slät'. Tonlöst l kan även stå efter vokal utan ett konditionerande t, till exempel förledet lihll- i exempelvis lihllstårsa 'lillflickan'. I detta fall kommer det tonlösa l:et från ett äldre sl (ur fornnordiska tl via tsl) som assimilerats på samma sätt som i exemplet hlett.

### Frikativt g och d
Många jämtska dialekter har bevarat det frikativa uttalet av d [ð] mellan (äldre) korta vokaler, ex. trå:ðå, trû:ðu, trûðe, (< fno. truða) 'trampa i vävstol'. Även frikativt g [ɣ] har bevarats, ex. byɣd (< fno. bygd), da:ɣ (< fno. dag),  sja:ɣa (< fno. stiga).

### Norrländsk förmjukning
Liksom andra nordliga dialekter har jämtskan förmjukning av k till [tɕ], g till [j] och gg till [dʑ] inte bara först i ord, utan även inuti. Ord som bänken och ryggen uttalas alltså bäntjen respektive ryddjen.

## Grammatik
Jämtska substantiv kan, precis som i norska, färöiska, isländska och de flesta svenska dialekter, men i olikhet med rikssvenska och danska, delas in i tre genus: maskulinum, femininum och neutrum (Exempel: maskulinum sto:´rn 'stolen'; femininum so:´La 'solen'; neutrum bo:´Le 'bordet' - där L står för tjockt l. (Fornsvenskt rd har blivit ett tjockt l, som är något som de norrländska målen har gemensamt med dels dalmål och norska mål, dels målen i Österbotten.)
Dessutom böjs imperativ av verb i både singularis och pluralis (Exempel: Kas`tan bort: stei:´na! 'Kasten bort stenen!'; Lyk:`ön´schom nu: brö:`fåL´kom! 'Låtom oss nu lyckönska broderfolken!') och dativböjningen av substantiv, pronomen, adjektiv och grundtal och ordningstal är levande både vid styrande prepositioner och verb (Exempel: Hu: ga: fårs`tom vat´ne 'Hon gav vattnet till de första'; Hårst lig: a? - På gåL`van! 'Var ligger hon? - På golvet!'). När det gäller syntax kan satser inledas med verbet. (Exempel: Värd`n te häl:´er ä`ta bä`tan 'Han valde att hellre äta smörgåsen'.)

## Ordförråd
Ett ord som många associerar med jämtskan är stå`års (i centraljämtska och Offerdalsmål) eller stårs:`e (i sydvästjämtska), som betyder 'flicka'. Detta ord är antagligen unikt för jämtskan, men tycks ha en motsvarighet i isländska stúlka med samma betydelse.  Andra speciella ord som endast påträffas i jämtskan är fjård/fjärd (bråttom) och gly: (ljummen), som tycks ha motsvarigheter i isländska fjöld (mängd [av något]) resp. hlýr med samma betydelse. Ett ord liknande fjård:/fjärd:/fjard: har dock rapporterats från Shetlandsöarna genom färingen Jakob Jakobsen, och ly: utan g- finns i andra skandinaviska dialekter med samma betydelse.
Ordförrådet har vid en närmare granskning många likheter med det som finns västerut, och då både dialektalt och formaliserat som i första hand nynorska. På jämtska är man tö:k om man är snabblärd och smidig på ett chosefritt sätt. Detsamma är man på nynorska. På jämtska bä`äll/bälle man om man orkar. Detsamma gäller på nynorska (belle). Om man bekymrar sig över en kindtand så heter tanden på jämtska äkhl eller jakhl, och på nynorska (och bokmål) jeksel. I en situation där en svensktalande meteorolog förvarnar om oväder skulle en jämtsktalande i likhet med norsktalande använda något av de likvärdiga styggvær [stygg:`vä:r] eller styggver [styg:`ve:r].
Jämtskan delar också ordförråd med mer östliga norrländska mål, som till exempel he: för 'ställa/sätta/lägga/etc.' som motsvarar engelskans verb 'put', och mu:s`bränt för 'känslig för hetta'. Exempel på dialektala uttryck som jämtskan delar både med östliga norrländska mål och norska dialekter är na:gel`bit för 'ont i fingrarna efter kyla' (nynorsk: naglebit).
Nedan följer några exempel på ord och meningar.
| Svenska                        | Jämtska                     |
| ------------------------------ | --------------------------- |
| Kan vi övernatta här?          | Kan mae leei husrom hen?    |
| Hur mycket är klockan?         | Va tar e på li?             |
| Kan man äta här?               | Går e få seg nån mat hen?   |
| Går den här bussen till Alsen? | Ske´n henn buss´n te Ärsen? |
| Roligt, trevligt               | Artut                       |
| Bälga i sig                    | Kålv ti se                  |
| Sendrag                        | Sjånadrotten                |
| Illamående                     | Kvälmen                     |

## Litteratur och texter

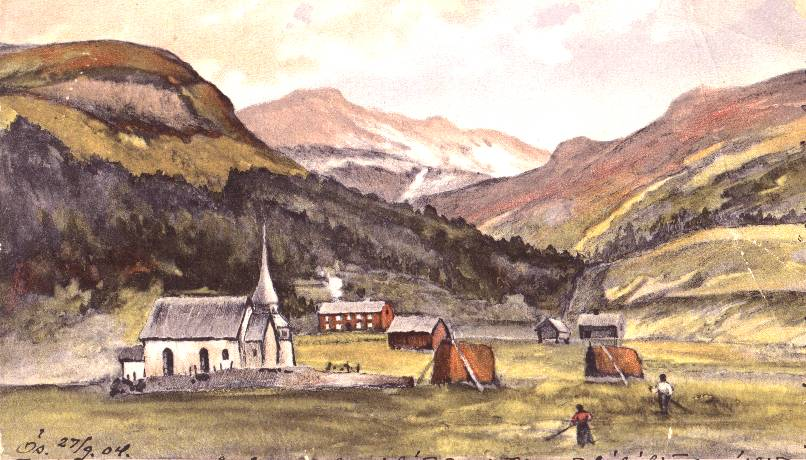
Jon Skuwar bor opi lännän, det vill säga "upp i landet". Något som anspelar på Västjämtlands höga läge, vilket demonstreras av Åreskutan bakom sockenkyrkan i Åre socken på den här bilden. Texten handlar om de jämtska forbonderesorna till Norge (Nåri). Ola är en forbonde (fälman) och båggan betyder norrmännen, stånomat - stundtals, pläckta - böter, pyny mäjom - under medarna, nyty - nyttja, använda, rek - driva mot, läss hör - gör som jag säger och gonäter betyder underrättelser.

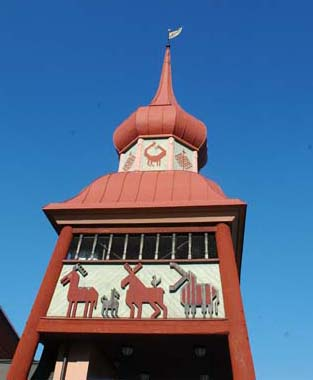
När hembygdsrörelsen grundade ett museum valde man att använda sig att ett jämtskt namn, Jamtli — "jämtars lid". Själva hembygdsrörelsen i Jämtland, Heimbygda har också ett jämtskt namn, med betydelsen hembygden. Allt i ett led för att värna om folkmålet.